# Bilopillia
Bilopillia (tiếng Ukraina: Белополье) là một thành phố nằm trong tỉnh Sumi của Ukraina. Thành phố Bilopillia có diện tích 12,8 km2, dân số theo điều tra vào năm 2024 là 6.000 người. Đây là trung tâm hành chính huyện Bilopillia. 
Thành phố có cự ly 42 km so với Sumi, gần biên giới Nga.